# 宇宙生活教会
ユニバーサル（宇宙）生活教会（Universal Life Church、ULC）は誰でも望めばULC牧師として半即時調整を提供する宗教団体である。ULCは、他の宗教のように信仰による事前の調整過程を経ることなく、直ちに牧師になることができると述べている。しかし叙階（聖職授任）が公認となる為にはその出願の確認が必要であり、叙階には数日かかる。ULCの叙階はすべての人々が既に神によって叙任されていることと、ULCは単にこの事実を認識しているという信念で発行している。

## ULCの信念
- 目的：永遠の前進
- 目標：すべての人が満足する生活を
- スローガン：生きよ、助けよ
- 格言：我々は一つである

## 歴史
ULCは「ユニバーサル生活教会、ライフ教会」という名称でアメリカ合衆国でカービーJ.ヘンズレーによって1959年に創設された。様々な宗教の研究を経た5年後、ヘンズレーは各々個人に合う宗教はそれぞれ状況が違い、誰でも自分の満足する宗教を選択することが重要だという信念にたどり着いた。誰も自分で選択した信念を実践したいと願うなら批判したり非難されるべきではない。ULCは、世界中で2200万人はULCのメンバーシップを持っている。
現在はカリフォルニア州モデストに本部を置いている。

## 概要
熱心なULCのメンバーは真の宗教の自由を信じている。言い換えればメンバーは、政治思想や教会や他の団体が関わらないので自分の信念を追求する事ができるという。ULCは、伝統的な教義は特に持ってはいない。各個人は、それが他人の権利を侵害しない限り、人の為の権利があるかを判断する権限と責任を持っている。教会と個人のメンバーとの間で教義システムにおいて縛られるような事は特にない。ULCの唯一の教義は「正しいことだけをせよ」である。
ULCに定められた牧師は結婚式、洗礼式、命名式、そして葬式を実行することを許可されている。彼らは集会や礼拝を行っている。ULCは牧師が信徒団からの要求があれば、その他の儀式も行う。ULCは、牧師が宗教的なカウンセリングを提供するためのコースを設けている。

## 備考
上記の文書は英語版の原文からの抜粋である。